# Jaskinia Dwuotworowa Krakowska
Jaskinia Dwuotworowa Krakowska (Dwuotworowa) – jaskinia w Dolinie Kościeliskiej w Tatrach Zachodnich. Ma dwa otwory wejściowe położone w środkowej części Wąwozu Kraków, niedaleko Rynku, w pobliżu Jaskini z Mostami i Ósemki, poniżej Szczeliny pod Gankową III i Jaskini Gankowej, na wysokościach 1239 i 1241 metrów n.p.m. Długość jaskini wynosi 14,5 metrów, a jej deniwelacja 2,5 metra.

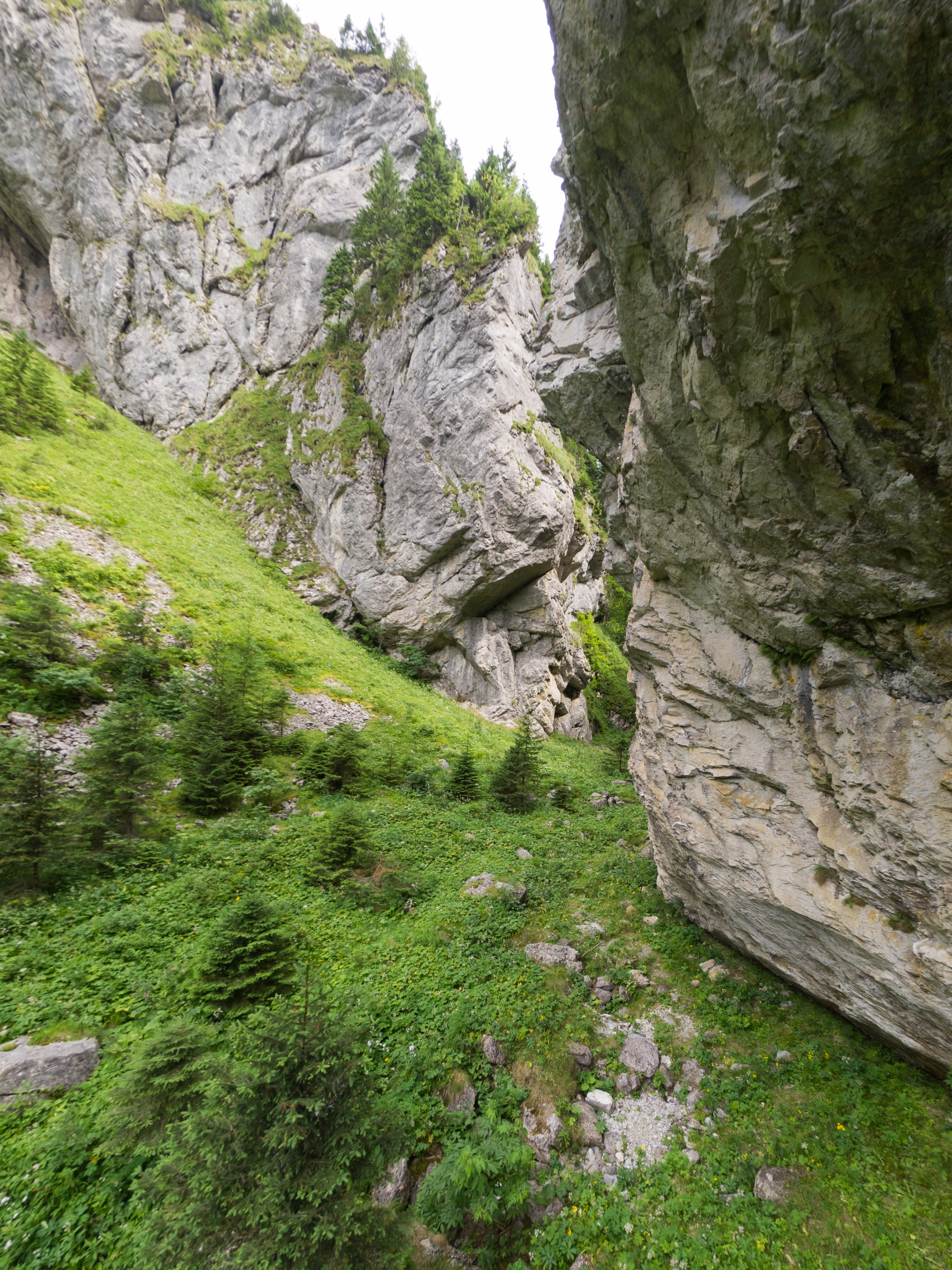
Rynek w Wąwozie Kraków

## Opis jaskini
Jaskinię stanowią dwa równoległe korytarzyki zaczynające się w niszy przy otworze dolnym, łączące się ze sobą po paru metrach i kończące zawaliskiem. W miejscu ich połączenia odchodzi wstecz trzeci korytarzyk prowadzący do niewielkiego otworu górnego.

## Przyroda
W jaskini można spotkać nacieki grzybkowe i polewy naciekowe. Ściany są mokre, brak jest na nich roślinności.

## Historia odkryć
Jaskinia była prawdopodobnie znana od dawna. Jednak pierwszą wzmiankę o niej opublikował Z. Wójcik dopiero w 1966 roku.